# Mycosphaerella pteridis
Mycosphaerella pteridis är en svampart som först beskrevs av Elias Fries, och fick sitt nu gällande namn av Joseph Schröter 1894. Mycosphaerella pteridis ingår i släktet Mycosphaerella och familjen Mycosphaerellaceae.  Arten är reproducerande i Sverige. Inga underarter finns listade i Catalogue of Life.